# أم العظائم
أم العظائم بلدية ومركز دائرة أم العظائم في ولاية سوق أهراس، الجزائر.

## الموقع
هي إحدى دوائر سوق أهراس تقع على بعد 60 كلم بين سدراتة 15 كلم و مداوروش 20 كلم وهي أكبر بلديات سوق أهراس من حيث المساحة.

## تاريخ
أسمها القديم عين الصن نسبة إلى منبع الماء المسمى بهذا الأسم وهو منبع قديم يمتاز بعذوبة مياهه وغزارتها، تمتاز هذه البلدية كباقي بلديات الولاية والوطن عامة بسجل حافل من الذكريات الثورية وبطولات مجاهديها وشهدائها على حد سواء
تمتاز هذه البلدية بطابعها الفلاحي إذ أن محاصيلها من القمح والشعير تعتبر الأجود والأكثر من حيث الكمية بالمقارنة مع باقي بلديات الولاية وتعتبر لهجة شاوية من أهم الدعائم الضاربة في عمق مجتمعها، وقد أنجبت عين الصنب الكاتب الكبير الطاهر وطار وقائد الأركان الأسبق الطاهر زبيري في عهد الرئيس الراحل هواري بومدين، أصبحت بلدية أم العظائم وجهة للكثير من البدو الرحل أو أهل الصحراء في كل موسم صيف، نظرا لأمتداد الأراضي الفلاحية في البلدية وأعتدال درجة الحرارة فيها مما يجعلها المنطقة الأكثر أستقطابا لهؤلاء، وإذا كانت العائلات الجزائرية تفضل قضاء فصل الصيف قرب شواطئ البحر أو خارج الوطن، فإن البدو الرحل أختاروا بلدية أم العظائم الواقعة جنوب غرب ولاية سوق أهراس مكانا لهم ومنطقة رعي لماشيتهم.، كما تحوي بلدية أم العظائم على سجل حافل بالأثار الرومانية بذات المنطقة حيث عثر في العديد من المرات على رفات وبقايا لهياكل عضمية تعود للحقبة الرومانية كما تتواجد بها عدة صخور منقوش عليها رسومات وروموز أثرية قديمة، كما تعتبر أم العظائم مهد للتراث الشاوي بمتياز حيث يقام فيها حفلات للفروسية والفنطازية والبارود ومعارض للمرأة الماكثة في البيت من نسيج وأدوات تستعملها المرأة الاملعضائيمية في الطرز والخياطة وأعداد المؤكلات الشاوية كالكسكس الشاوي والشخشخوة البداوية الاصيلة لذات المنطقة وتعتبر ام العظائم أحد أبرز المناطق المعروفة بلامن والأستقرار وجود أهلها حيث يضعها من بين أحسن البلديات ذات طابع سياحي والأقتصادي ( من ناحية حملات الحصاد التي تقام كل عام) في ولاية سوق أهراس.

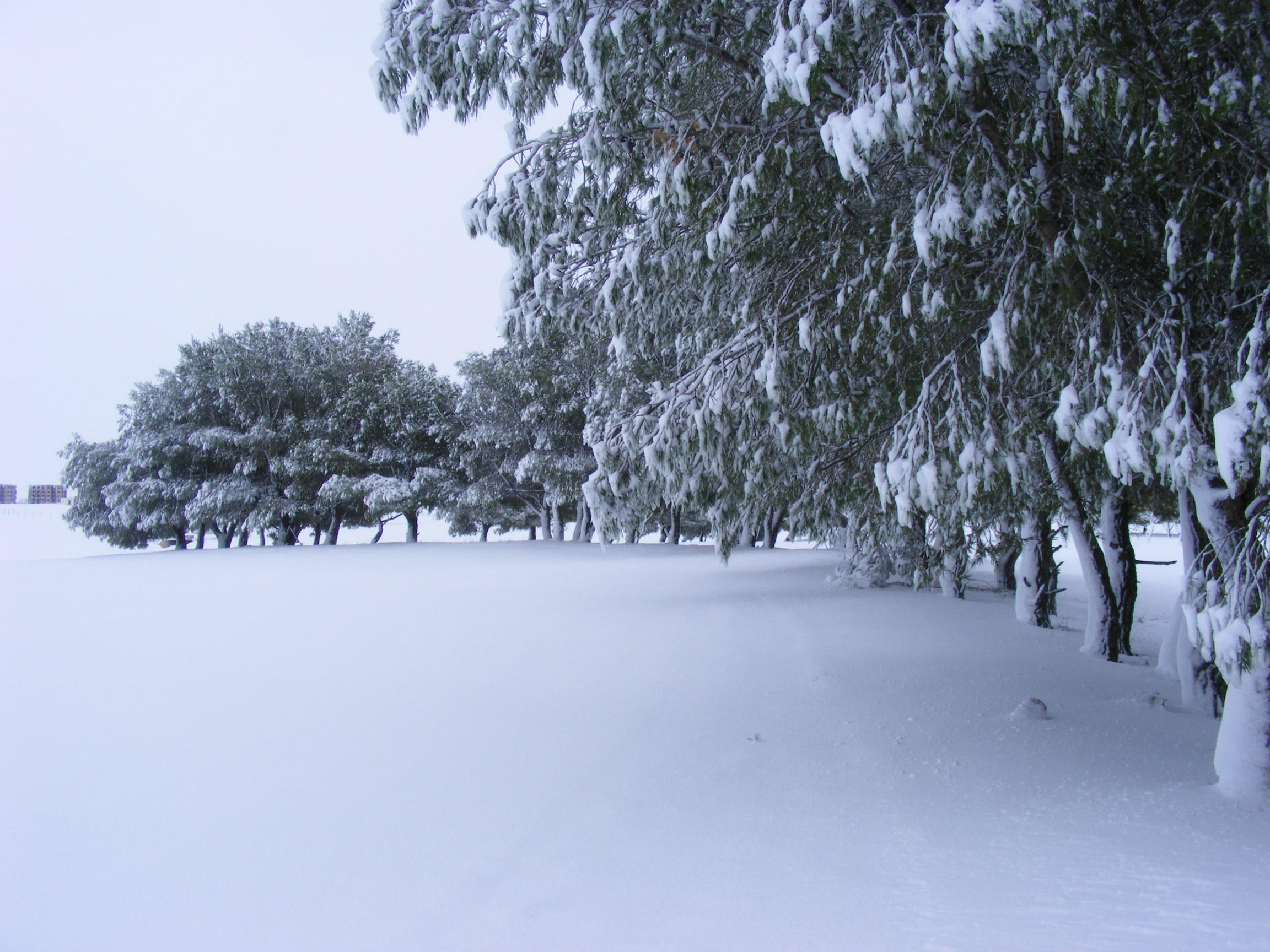
جبال أم العظائم مغطاة بالثلوج

## اكتشاف حفريات حيوان من العصور الحجرية
اكتشف مؤخراً 2011 في دائرة أم العظائم ولاية سوق أهراس وبالضبط في منطقة (السوابع) موقع لحفريات يتمثل في ترسبات لهيكل حيوان يصنف من الزواحف (في حالة جيدة) بالإضافة إلى مجموعة من الصدفيات، هذا الإنجاز يعتبر نجاحا باهرا للمدينة وأهلها، هذه الحفريات تبرهن على عراقة تاريخ المنطقة منذ العصر الحجري الغابر.